# Сабанеєв Іван Васильович
Іван Васильович Сабанеєв (рос. Иван Васильевич Сабанеев; 30 січня 1772 — 25 серпня 1829, Дрезден) — російський воєначальник, генерал від інфантерії з роду Сабанеєвих.

## Життєпис
Брав участь у 2-й російсько-турецькій війні (1787-1791), штурмі Праги (1794), італійському та швейцарському походах Суворова. Важко поранений у Мутенській долині, його відправили до Франції, де він вивчив розсипний лад, який потім впровадив у російську армію.
У 1803 році командував 12-м єгерським полком на Кубані, відзначився в кампанії 1807 року проти Наполеона та у війні зі шведами (1808-1809). Нагороджений орденами Св. Георгія 4 (1809) і 3 класу (1809). У 1810-1811 роках брав участь у турецькій війні та кампаніях 1812-1814 років. У 1815 році блокував Мец і очистив Вогезські гори від ворога.
Поранений 4 рази, після повернення в Росію командував 6-м корпусом 2-ї армії. У січні 1822 року розслідував події в Кишиневі, проявивши жорстокість у покаранні солдатів. Познайомився з Пушкіним, чия думка про нього змінилася. У грудні 1823 року призначений генералом від інфантерії. З 1816 року жив в Одесі, зробив багато для доброустрою міста і розвитку курортів. Помер у Дрездені, похований в Одесі. Від другого шлюбу дітей не мав.

## Нагороди
- 2 серпня 1809: Орден Святого Георгія 4 класу
- 24 листопада 1809: Орден Святого Георгія 3 класу